# Arkavathi
Arkavathi Indiában, a Kolar kerületben található Nandi hegyekből eredő folyó a Kávéri folyó egy elágazása. Miután végig folyik Kolar és Bengaluru mezőgazdasági területein a Kanakapurába ömlik.